# Pałac w Łęce Wielkiej
Pałac w Łęce Wielkiej – zabytkowy pałac we wsi Łęka Wielka (wieś w województwie wielkopolskim).
Pałac wybudowany w 1870 w stylu gotyku angielskiego przez Leona Mielżyńskiego. Na suficie holu w kasetonach znajdują się herby rodów wielkopolskich. W ryzalicie pomiędzy oknami pierwszego piętra są herby Nowina Leona Mielżyńskiego (ur. 1809, L) i jego żony Felicji Potockiej (zm. 1870, P) z Będlewa herbu Pilawa. Powyżej płaskorzeźba (szeroka na ryzalit) przedstawiająca historię klejnotu z herbu Mielżyńskich. Obiekt jest częścią zespołu pałacowego z XIX-XX w., w skład którego wchodzą jeszcze:
- park
- dom rządcy z 1905
- spichrz z 1845[6][1].

Herb Nowina Leona Mielżyńskiego
Herb Pilawa Felicji Potockiej
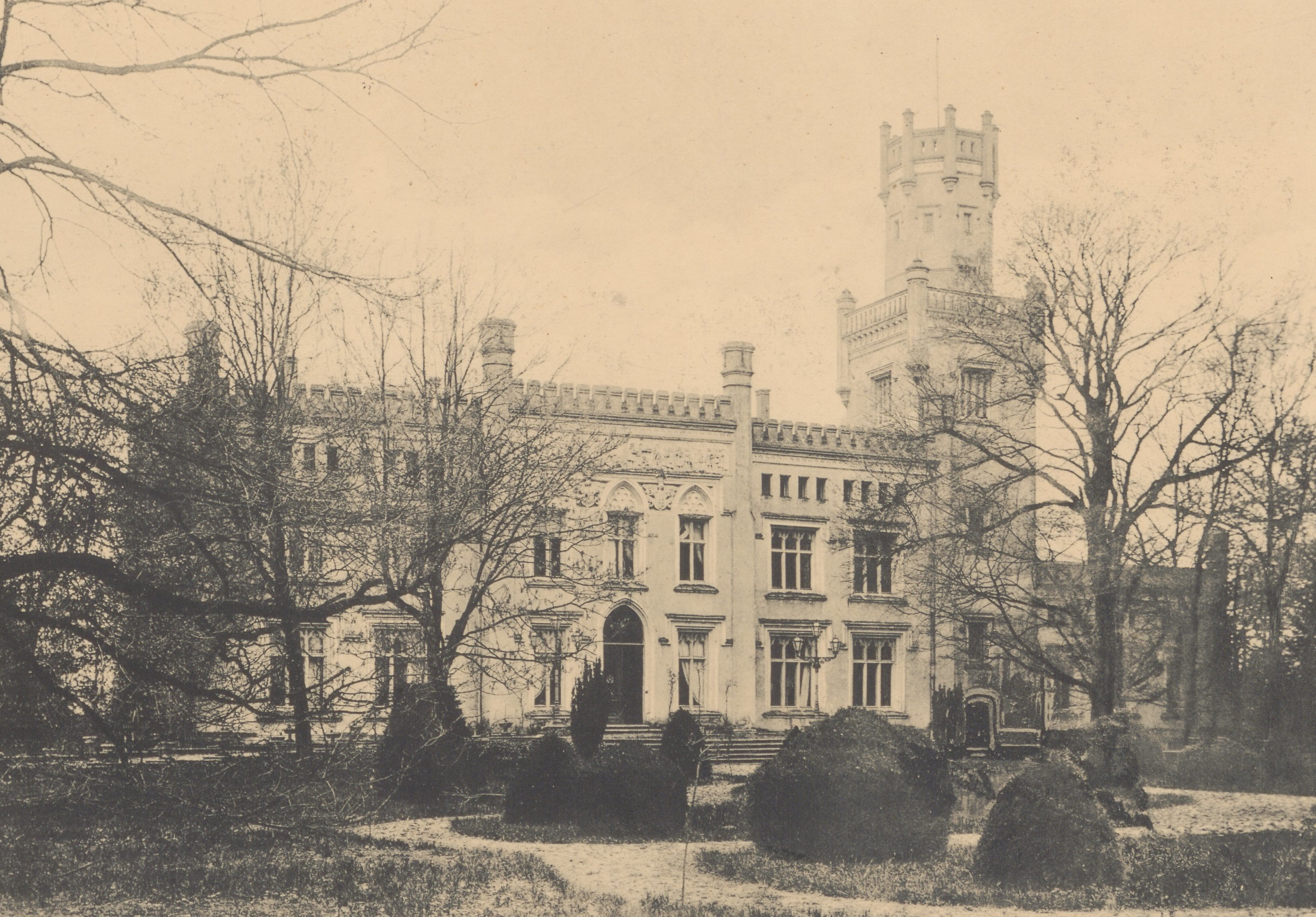
Pałac (1912)